# 민중을 위한 과학
민중을 위한 과학(Science for the People, SftP)은 1960년대 후반 미국의 반전 문화에서 나온 좌파 사회주의 조직이다. 2014년부터 과학의 이중적 본질에 초점을 맞춘 부흥을 겪었다. 이 조직은 사회로부터 고립되지 않은 과학을 옹호한다. 과학적 발견을 사용하여 사회 정의를 옹호하고 발전시키고 사회적 노력으로 과학에 비판적으로 접근하는 곳을 옹호한다.

## 역사
원래 교수, 학생, 노동자, 그리고 의사과학 또는 과학 오용으로 간주되는 잠재적인 억압을 종식시키려는 관련 시민들로 구성되었다. SftP는 1970년대 일부 회원들의 급진적 전술에 대해 많은 논란을 불러 일으켰다. 처음 몇 년 동안 SftP의 성격과 사명에 대해 여러 의견이 나왔다. 격렬한 내부 투쟁이 있었으며, 많은 사람들이 떠난 후, 남아있는 그룹은 주로 잡지를 통해 과학적 오용에 대한 비판에 노력을 집중했다. 이 기간 동안 민중을 위한 과학은 스티븐 제이 굴드와 리처드 르원틴과 같은 저명한 학자들과 관련있다고 받아들여졌다.

## 과학 기관과의 관계
처음 5년 동안 SftP는 미국 과학 진흥 협회(AAAS)를 방해하려는 시도로 미국 과학계에서 알려지게 되었다. SftP는 특히 전쟁, 성 차별, 인종 차별, 자본주의에서 AAAS의 공모를 비난했다. 활동가들의 구체적인 초점은 과학계가 베트남 전쟁에 참여하는 것이었다. AAAS 회의를 방해하기 위해 피켓팅, 시위, 즉석 연설 등을 하기도 하였다. 이러한 조치로 인해 1970년대 초에 여러 SftP 활동가들이 체포되었다.
SftP가 형성되고 과학적 설립에 대한 급진적 인 행동주의 이전에 다른 조직에서도 비슷한 시도가 있었다.

## 주장
민중을 위한 과학은 여러 분야에서 주장을 하였다. 반군사주의, 핵에너지 사용에 대한 의구심, 사회생물학에 대한 공격 등으로 특징지어진다.